# Pereda (San Cristóbal de Cea)
Pereda (llamada oficialmente Santa Baia de Pereda) es una parroquia y un lugar del municipio español de San Cristóbal de Cea, en la provincia de Orense, Galicia.

## Toponimia
La parroquia también es conocida por el nombre de Santa Eulalia de Pereda.

## Historia
Hacia mediados del siglo XIX, la parroquia, ya por entonces perteneciente a Cea, tenía contabilizada una población de trescientos habitantes. Aparece descrita en el duodécimo volumen del Diccionario geográfico-estadístico-histórico de España y sus posesiones de Ultramar de Pascual Madoz con las siguientes palabras:

PEREDA (Sta. Eulalia): felig. en la prov. y dióc. de Orense (3 leg.), part. jud. de Señorin en Carballino (1), ayunt. de Cea: sit. en llano, con libre ventilacion, y clima muy sano. Tiene 130 casas de mala fábrica en los l. de Cacijo, Ferreiros, Faramontaos, Pazos, Pereda, Pulledo, Viduedo y Vila. Hay escuela de primeras letras frecuentada por indeterminado número de niños de ambos sexos, y dotada con 1,100 rs. anuales. La igl. parr. (Sta. Eulalia) fue erigida en el siglo XVI, y la sirve un cura, cuyo destino era desempeñado por un monje del monasterio de Osera. En el l. de Viduedo hay una ermita dedicada á San Pantaleon. Confina el térm. N. felig. de de San Ciprian de Castrelo; E. la de Villaseco; S. Souto, y O. Douredo; de las cuales dista 1/4 de leg. El terreno es de mediana calidad; y le fertilizan 2 arroyos llamados Vila y Pedroso, los cuales en el estio apenas llevan agua. Atraviesa por esta felig. el camino de Orense á Santiago en mal estado. prod.: centeno, maiz, trigo, patatas, legumbres, y pastos; se cria ganado vacuno, de cerda y algun lanar; caza de perdices, liebres, conejos, algunas zorras y lobos. ind.: la agrícola, molinos harineros, telares de lienzo ordinario, y una mala fábrica de curtidos. pobl.: 80 vec., 300 alm. contr.: con su ayunt. (V.).
(Madoz, 1849, p. 808)

## Organización territorial
La parroquia está formada por ocho entidades de población:
- Biduedo (Viduedo)
- Faramontaos
- Ferreiros (Os Ferreiros)
- Pazos
- Pereda
- Pulledo
- Regueira (A Regueira)
- Vila (A Vila)

## Demografía

### Parroquia
| Gráfica de evolución demográfica de Pereda (parroquia) entre 2000 y 2023 |
|                                                                          |
| Datos según el nomenclátor publicado por el INE.                         |

### Lugar
| Gráfica de evolución demográfica de Pereda (lugar) entre 2000 y 2023 |
|                                                                      |
| Datos según el nomenclátor publicado por el INE.                     |